# Hoofdklasse (zaalkorfbal) 2024/25
De Hoofdklasse (zaalkorfbal) 2024/25 is de 20e editie van de Hoofdklasse Zaalkorfbal.
De Hoofdklasse Zaalkorfbal is de op twee na hoogste zaalkorfbalcompetitie van het Nederlandse zaalkorfbal.
De kampioenen van beide poules zullen promoveren naar de Korfbal League 2. De nummers 7 en 8 zullen degraderen naar de overgangsklasse.

## Seizoen

### Hoofdklasse A (HKA)
| # | team                    | gs | pt |                                    |
| - | ----------------------- | -- | -- | ---------------------------------- |
| 1 | Wageningen              | 14 | 27 | Promotie naar de Korfbal League 2  |
| 2 | SCO/European Aerosols   | 14 | 20 |                                    |
| 3 | Avanti/Post Makelaardij | 14 | 19 |                                    |
| 4 | CKV Spirit              | 14 | 16 |                                    |
| 5 | AVO                     | 14 | 14 |                                    |
| 6 | De Meeuwen              | 14 | 8  |                                    |
| 7 | NKC '51                 | 14 | 6  | Degradatie naar de Overgangsklasse |
| 8 | DOS (W)                 | 14 | 2  | Degradatie naar de Overgangsklasse |

### Hoofdklasse B (HKB)
| # | team                   | gs | pt |                                    |
| - | ---------------------- | -- | -- | ---------------------------------- |
| 1 | KVS/Groeneveld Keukens | 14 | 22 | Promotie naar de Korfbal League 2  |
| 2 | Die Haghe              | 14 | 21 |                                    |
| 3 | Nieuwerkerk            | 14 | 21 |                                    |
| 4 | Valto                  | 14 | 20 |                                    |
| 5 | GKV                    | 14 | 11 |                                    |
| 6 | SKF                    | 14 | 9  |                                    |
| 7 | Tempo                  | 14 | 6  | Degradatie naar de Overgangsklasse |
| 8 | De Meervogels          | 14 | 2  | Degradatie naar de Overgangsklasse |